# کتی ماتیا
کَتی ماتِیا (به انگلیسی: Kathy Mattea) (زادهٔ ۲۱ ژوئن ۱۹۵۹) خوانندهٔ موسیقی کانتری و بلوگرَس اهل ایالات متحدهٔ آمریکا است. او که از سال ۱۹۸۴ در صنعت موسیقی فعال بوده‌است، بیش از ۳۰ تک‌آهنگ را در جدول پرفروش‌ترین ترانه‌های کانتری مجلهٔ بیلبورد ثبت کرده‌است، از جمله چهار تک‌آهنگ شمارهٔ ۱ «تمام شد»، «هجده چرخ و یک دوجین گل رز»، «برآمده از قلب» و «سوزاندن خاطرات قدیمی» و ۱۲ ترانهٔ دیگر که جزو ده‌تای برتر آن جدول بوده‌اند. ماتِیا تا به امروز ۱۴ آلبوم استودیویی، دو آلبوم کریسمسی و یک آلبوم برگزیدهٔ آثار منتشر کرده‌است.
بین سال‌های ۱۹۸۴ و ۲۰۰۰ آثار او عمدتاً با برچسب گروه موسیقی یونیورسال نشویل (شاخهٔ نشویل مرکوری رکوردز) منتشر می‌شد و آلبوم‌های بعدیش توسط نارادا پروداکشنز، کپشن پوتیتو (متعلق به خودش) و شوگر هیل رکوردز منتشر شدند. ماتِیا برای آلبوم‌هایش از انجمن صنعت ضبط موسیقی ایالات متحده آمریکا پنج گواهی طلا و یک گواهی پلاتینیوم دریافت کرده‌است. او با دالی پارتون، مایکل مک‌دانِلد، تیم اوبراین و جان وزنر (همسرش) همکاری‌هایی داشته‌است.
ماتِیا دو بار برنده جایزهٔ گرمی شده‌است: در سال ۱۹۹۰ برای ترانهٔ «کجا بوده‌ای» و در ۱۹۹۳ برای آلبوم کریسمسی خبرهای خوب. سبک او از موسیقی کانتری، بلوگرَس، فولک و سلتیک تأثیر گرفته‌است.

## دیسکوگرافی
پنج آلبوم ماتیا با فروش بالای ۵۰۰٬۰۰۰ نسخه از آرآی‌اِی‌اِی گواهی طلا دریافت کرده‌اند و آلبوم برگزیدهٔ آثار او منتشر شده به‌سال ۱۹۹۰ با فروش ۱٬۰۰۰٬۰۰۰ نسخه دارندهٔ گواهی پلاتین است.
آلبوم‌های استودیویی
- کتی ماتیا (۱۹۸۴)
- از قلبم (۱۹۸۵)
- با جریان باد هم‌مسیر شو (۱۹۸۶)
- عسل نچشیده (۱۹۸۷) (گواهی طلای آرآی‌اِی‌اِی)
- بید در باد (۱۹۸۹) (گواهی طلای آرآی‌اِی‌اِی)
- گذر زمان (۱۹۹۱) (گواهی طلای آرآی‌اِی‌اِی)
- وقت رسمی بی‌کسی (۱۹۹۲) (گواهی طلای آرآی‌اِی‌اِی)
- گام برداشتن یک برنده (۱۹۹۴) (گواهی طلای آرآی‌اِی‌اِی)
- سفرهای عشق (۱۹۹۷)
- سال‌های معصومیت (۲۰۰۰)
- رُزها (۲۰۰۲)
- دقیقاً از غیب (۲۰۰۵)
- زغال‌سنگ (۲۰۰۸)
- خانه مرا فرا می‌خواند (۲۰۱۲)
- پرندهٔ قشنگ (۲۰۱۸)

آلبوم‌های گردآوری‌شده
- یک مجموعه از بهترین‌ها (۱۹۹۰) (گواهی پلاتین آرآی‌اِی‌اِی)

آلبوم‌های کریسمسی
- خبرهای خوب (۱۹۹۳)
- شعف روز کریسمس (۲۰۰۳)

تک‌آهنگ‌های شمارهٔ ۱ در چارت ترانه‌های داغ کانتری
- «تمام شد» (۱۹۸۷–۸۸)
- «هجده چرخ و یک دوجین گل رز» (۱۹۸۸)
- «برآمده از قلب» (۱۹۸۹)
- «سوزاندن خاطرات قدیمی» (۱۹۸۹)